# ニュービジョン (ウガンダの新聞)
『ニュービジョン』(The New Vision) はウガンダの国営日刊英字新聞。『モニター』と並びウガンダの2大紙である。現在の題号は1980年代以降で、ウガンダ政府が株式の約80%を所有する。政府からの独立性は低く、親ヨウェリ・ムセベニ的な論調が大半である。イギリス植民地時代に当局により『ウガンダアルゴス』(Uganda Argus) として創刊され、『ボイスオブウガンダ』(Voice of Uganda)『ウガンダタイムズ』(Uganda Times) 等に題号が変えられてきた。
2006年10月12日、20年間編集長を務めていたウィリアム・パイクが同紙を去った。パイクは編集の独立を保とうと努めたが、民営の『モニター』には及ばなかった。パイクが去るとウガンダ政府は広報官のロバート・カブシェンガを同紙のCEOに任命した。2006年11月末にウガンダ政府は編集の独立を保障するとの約束の元に後任の編集長にベルギーのジャーナリストで少年兵問題の活動家であるエル・ド・タンメルマンを任命した。2007年5月2日付けの『モニター』は "Uganda: The Limping Newspaper Industry" と題してウガンダ国営紙が何れの時代にも「公式」紙であったと批判した。
ニュービジョン印刷出版社 (New Vision Printing & Publishing Company Limited) は他にガンダ語、ルオ語、ニャンコレ語/キガ語、テソ語の4言語版の新聞なども発行し、それぞれにウェブサイトを設けている。

## 脚註
1. ↑  "Shake up at top Ugandan newspaper", BBC News, 12 October 2006.
2. ↑  Els de Temmerman, "Letter from the Editor-in-Chief", New Vision, 30 November, 2006.